# Reem Alabali-Radovan
Reem Alabali-Radovan (1 de maio de 1990) é um política alemã e membro do Bundestag pelo Partido Social-Democrata. É, desde maio de 2025, a atual Ministra para Cooperação e Desenvolvimento da Alemanha.

## Início de vida
Ela nasceu filha de imigrantes iraquianos. Ela formou-se na Universidade Técnica de Kaiserslautern e na Universidade Livre de Berlim.

## Carreira política
Ela foi eleita nas eleições federais alemãs de 2021 pelos sociais-democradas por Schwerin - Ludwigslust-Parchim I - Nordwestmecklenburg I, em Mecklenburg-Pomerânia Ocidental.